# Bratrská jednota baptistů Banská Bystrica
Sbor Bratské jednoty baptistov v Banské Bystrici je místní baptistickou církví v centru města v ulici Horná Strieborná, která má kolem 130 členů a její misijní stanice jsou i v obcích Hronec a Strelníky.

## Historie
První baptistická rodina se do Bánské Bystrice přistěhovala kolem roku 1956. Kolem nich se vytvořila skupina, kterou jednou v měsíci navštěvoval kazatel klenovského sboru Emil Stupka. V roce 1968, kdy byl kazatelem v Klenovci Jiří Šperl, se tato rostoucí skupina stala misijní stanicí sboru baptistů v Klenovci. Tehdy bylo v Bystrici asi 50 věřících. V roce 1986 koupili baptisté dva staré domy v ulici Horná Strieborná. V roce 1990 se tato skupina baptistů stala samostatným sborem a během pěti let v Bánské Bystrici vybudovali moderní modlitebnu.